# سونيلا ديفي
كانت سونيلا ديفي (1 مايو 1963 - 7 يوليو 2017)، ناشطة اجتماعية وسياسية هندية. كانت عضوًا تنفيذيًا في منظمة غير حكومية تسمى الرابطة الشعبية للبحث والتطوير،  باتنا التي تعمل على الإدماج المالي للمرأة وبشأن قضايا تمكين المرأة من خلال أنشطة التمويل الصغير وخاصة في منطقة نوادى بيهار.
الحياة السياسية
كانت سونيلا ديفي عاملة في مجال العشب مع زوجها الراحل «سانجاي كومار سينغ» الذي كان يعمل مرتين في MLA في جمعية بيهار من شيخبورا. السيد SK Singh كان أيضا وزير الدولة للتنمية الريفية. سونيلا ديفي هي ابنة  من السياسي المعروف والنائب شري راجو سينغ . فازت سونيلا ديفي بالانتخابات في شهر فبراير 2005 من دائرة شيخورا الانتخابية. فازت سونيلا ديفي في إعادة انتخاب أكتوبر 2005  واستمرت لمدة خمس سنوات. كانت عضوًا في لجنة تنمية المرأة والطفل في بيهار فيدهان سبها . كانت واحدة من أكثر MLA العادية في جمعية بيهار. تم تعيينها رئيسًا بالإنابة  لمؤتمر بيهار براديش ماهيلا وعملت لمدة عامين تقريبًا. سلمت زمام الأمور إلى شريماتي فينيتا فيجاي  لأنها أرادت التركيز أكثر على عمل دائرتها الانتخابية شيخبورا. لقد طعنت في انتخابات Lok Sabha كمرشحة للمؤتمر الوطني الهندي من Nawadah في عام 2009. لقد خاضت انتخابات الجمعية من شيخ بورا في عام 2010 وخسرتها هوامش ضيقة بواسطة شري راندهير كومار سوني  من JDU. كانت تعاني من السرطان وتوفيت في 7 يوليو 2017.